# Vadászat

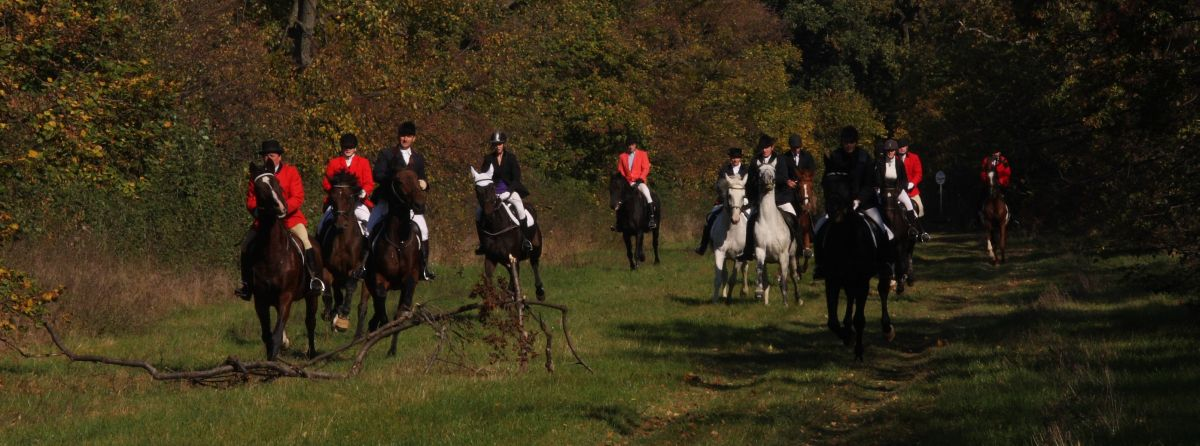
Rókavadászat

A vadászat azon tevékenységek összességét jelenti, amit a vadon élő állatok felett az ember hajt végre. Törvényellenes változata az orvvadászat. Nemcsak az állat elejtését értik ez alatt, hanem beletartozik a vadgazdálkodás, a vadvédelem, a trófeák kezelése, az állatok gondozása és esetleges befogása is. A vadászattal foglalkozó szakembereket vadásznak nevezik.
Napjainkra a népnyelv a vadászaton általában azon tevékenységet érti, amit az állatok elejtése vagy elfogása érdekében folytatnak, húsuk vagy más részeik megszerzése, kikapcsolódás, szórakozás, valamint kereskedelem céljából. Vadásznak nevezhető ilyen módon a vadgazdálkodással foglalkozó szakember, de hozzá hasonlóan szintén vadásznak nevezik a vadakat kikapcsolódásból, szórakozásból elejtő sportvadászt is.
A vadászat ellenzői szerint sportból, élvezetből állatokat megölni alantas cselekedet, a trófea vadászatát a közvélemény többsége elítéli (a 2021/2022. vadászati évben összesen 71717 darab trófeát bíráltak el).

## Története

### Őskor – A túlélés eszköze
A vadászat az emberiség egyik legrégebbi tevékenysége, amely kezdetben létfenntartási célokat szolgált. Az őskőkorszakban (paleolitikum) az emberek főként gyűjtögetéssel és vadászattal biztosították táplálékukat. A vadászat kollektív tevékenység volt, és a sikerhez stratégia, együttműködés és eszközhasználat kellett – ilyenek voltak a lándzsa, kőszerszámok, majd később az íj és nyíl.
A vadászat nemcsak élelmet, hanem ruhát (állati bőrökből), szerszámokat (csontból, agancsból) és fegyvereket is adott. Kéz a kézben fejlődött az emberi intelligenciával: a nyomolvasás, a csapdák készítése és az állatok viselkedésének megfigyelése mind hozzájárult az ember evolúciós fejlődéséhez.

### Ókor – Vallás és státusz
Az ókori civilizációkban a vadászat már túlmutatott a puszta túlélésen. Mezopotámiában, Egyiptomban, Görögországban és Rómában a vadászat a nemesség és az elit kiváltsága lett. Vallási és szimbolikus szerepet is kapott – például Artemisz (görög mitológia) a vadászat istennője volt.
Az ókori egyiptomi falfestményeken gyakran látunk vízi madarakra vagy oryxokra vadászó nemeseket, míg a rómaiaknál a vadászat része volt a katonai nevelésnek is.

### Középkor – A nemesség privilégiuma
A középkorban a vadászat továbbra is a nemesi réteg kiváltsága maradt. Az erdők gyakran a királyi udvar tulajdonát képezték, és a parasztok számára tilos volt ott vadászni – a vadorzást szigorúan büntették. A korszakban kialakultak a vadászat szabályai, etikettjei, és megjelentek a különféle vadászfegyverek (pl. számszeríj, vadászkopók használata).
A vadászat ekkor már társadalmi esemény, sport és hatalmi demonstráció is volt. A solymászat különösen népszerű lett, főként az arab kultúra hatására.

### Újkor – A természet iránti érdeklődés megjelenése
A reneszánsz és a felvilágosodás korában a vadászat még mindig a felsőbb rétegekhez kötődött, ám egyre inkább megjelent a természet megfigyelése és a tudományos érdeklődés is. A fegyverek fejlődése (lőfegyverek) megváltoztatta a vadászat módszereit.
A 18–19. században a vadászat már több országban is szabályozott tevékenység lett, és megjelentek az első vadásztársaságok. Egyre inkább előtérbe került a vadgazdálkodás, az állatállomány fenntartása és a természet védelme is.

### Modern kor – Sport, hobbi, természetvédelem
A 20. századtól kezdve a vadászat elveszítette létfenntartási funkcióját, és sporttá, hobbivá, valamint természetgazdálkodási eszközzé vált. A modern vadászat célja többek között:
- a vadállomány szabályozása,
- a beteg vagy invazív fajok kiszűrése,
- a természetes egyensúly fenntartása.

A vadászatnak ma már szigorú jogi és etikai szabályai vannak: engedélyhez, vizsgához, szezonalitáshoz kötött. A trófeavadászat és az ökológiai vadászat között gyakran éles társadalmi vita húzódik.

## Jogi szabályozása Magyarországon

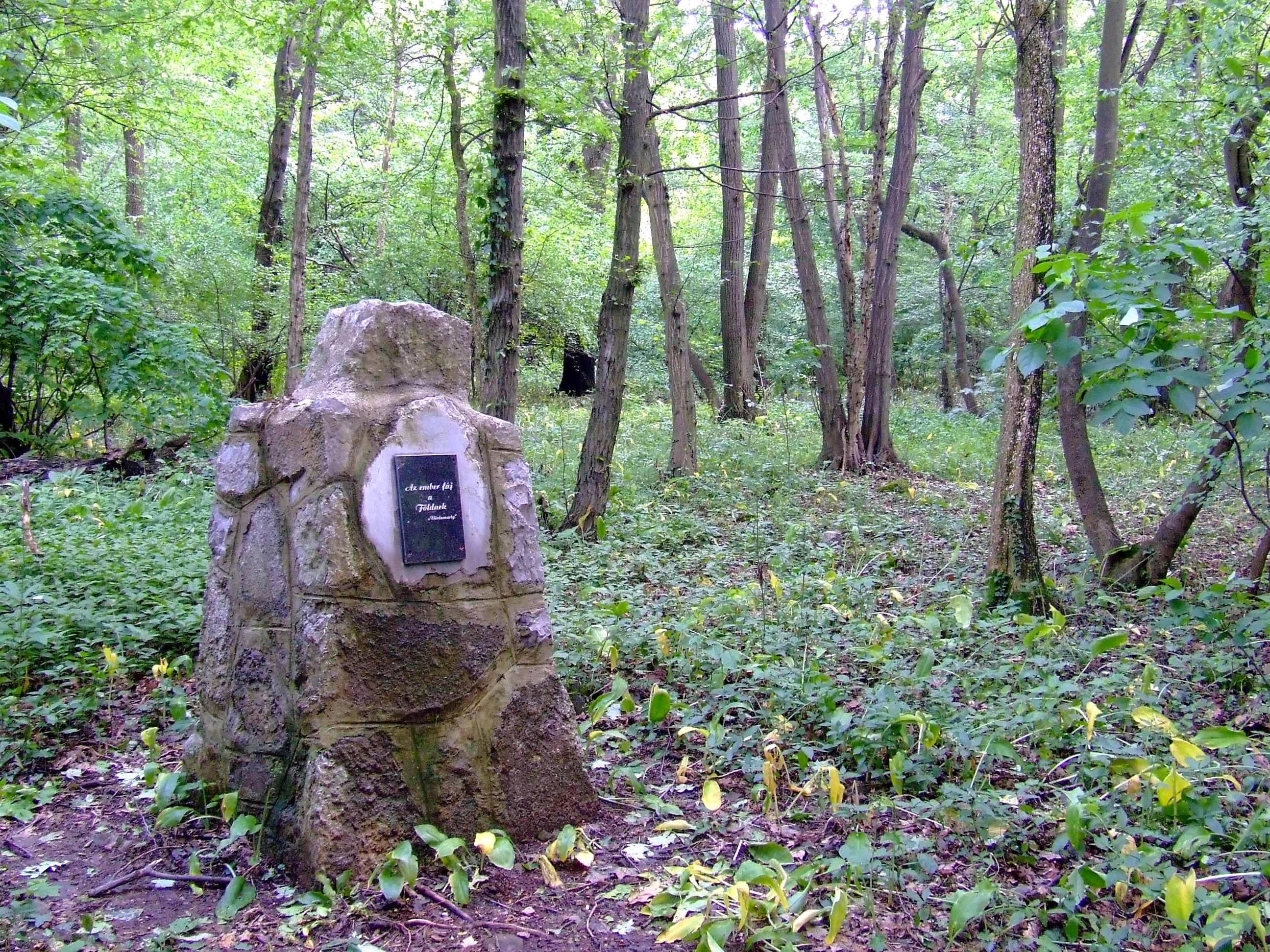
Vadászemlékmű

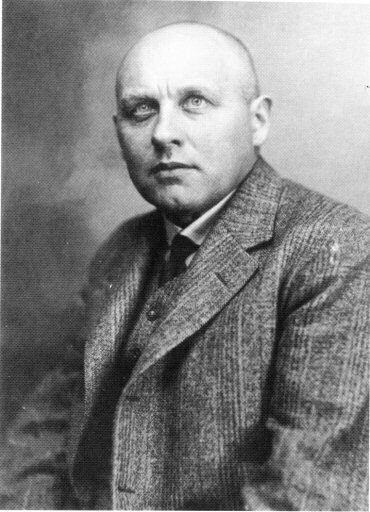
Kittenberger Kálmán (1881–1958) magyar Afrika-kutató, zoológus, tanár, vadász és természettudományi író. A magyar vadászirodalom klasszikusa, 1920–1948 között a Nimród vadászújság főszerkesztője

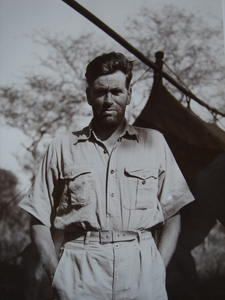
Gróf sárvár-felsővidéki Széchenyi Zsigmond (1898–1967), utazó, író. A magyar vadászati kultúra kimagasló alakja

A vadászat a jogszerű tevékenységeket jelenti és nem foglalja magába az orvvadászatot, ami a jogellenes cselekmények neve. A vadászat fogalmát általában nem használják a háziállatok megölésére, veszélyes védett állatok kilövésére vagy kártevők fegyveres irtására sem. Bár a vadászat magyarországi szabályozása tiltja a védett állatok elejtését, Semjén Zsolt javaslata szerint, aki egyben az Országos Magyar Vadászati Védegylet (OMVV) elnöke, felül kell vizsgálni az elejthető állatfajok körét. A politikus többek között a szalonka tradicionális tavaszi vadászatának visszaállítására, továbbá több védett madár és emlős elejthetővé tételére, ragadozó madarak gyérítésére tett javaslatot 2011. szeptemberi beadványában.
A magyar jog szerint a vadászat a vadnak a jogszabályokban engedélyezett eszközzel, vagy ragadozó madárral és engedélyezett módon vadász által történő elejtésére, vagy elfogására irányuló tevékenység (vadászati törvény). A vadászat azonban nem csak az állományszabályozás vagy a kárelhárítás eszköze. A vadászat ősi hagyományokkal, sajátos kulturális és etikai normákkal rendelkező sport, amely gyakorlásának nem feltétele a vadgazdálkodásban való részvétel vagy közreműködés.
A vadászat és a csapdázás, a vadon élő állatok hasznosításának két fő módja az emberiséggel egyidős tevékenységek, melyek céljai és módszerei az idők során sokat változtak. Az emberi faj a legutóbbi néhány tízezer évben jutott el arra a fokra, hogy a környezetében található vadállatok létszámát nagy mértékben tudja befolyásolni, sőt jó néhányat közülük ki is pusztított. Ez nem csupán az utóbbi évtizedekben volt így, régészeti adatok sora bizonyítja, hogy a hatékony vadászati eszközök megjelenése és elterjedése, valamint az emberi népesség terjeszkedése és létszámbeli növekedése számtalan nagyemlős és madárfaj kipusztulásával járt. Ezek egyik fő oka az volt, hogy elődeink a környezetükben található vadat mértéktelenül hasznosították, mivel nem rendelkeztek azokkal a vadbiológiai ismeretekkel, amelyek a vadállományok tudatos kezeléséhez és megőrzéséhez szükségesek.
A vadászat a vadgazdálkodás része, a vad elejtésére vagy elfogására irányuló, a vadállományt szabályozó tevékenység, amelyet a jogszabályban meghatározott feltételekkel szabad folytatni. A vadászat és a vadgazdálkodás módszereit, eszközeit és hatékonyságát mindenkor meghatározták a környezet adottságai és az adott emberi csoportok, társadalmak fejlettsége. Az európai vadászati rendszerek fejlődése során a vadászat és a vadgazdálkodás szorosan összekapcsolódtak. Az európai vadászati törvények többsége a vad védelmét, a vadállományok kezelését, a vad jólétéről való gondoskodás feladatait a vadászok kötelezettségévé teszi. Ez azt jelenti, hogy a vadállományokkal való gazdálkodást jobbára nem szakemberek végzik. Ezzel ellentétes az észak-amerikai gyakorlat, ahol a vadgazdálkodás mint szakma és a sportvadászat mint kikapcsolódás szétváltak, és a vadállományok kezelésével kapcsolatos feladatokat képzett vadgazda szakemberek végzik.

## Ismertebb magyar vadászok
- Hidvégi Béla (1936–)
- Kittenberger Kálmán (1881–1958)
- Széchenyi Zsigmond (1898–1967)
- Xántus János (1825–1894)